# The New York Ripper
The New York Ripper (Italiaans: Lo squartatore di New York) is een Italiaanse thriller (giallo) uit 1982 geregisseerd door Lucio Fulci.

## Synopsis
Een brute seriemoordenaar houdt New York in zijn greep door mooie vrouwen gruwelijk te vermoorden.
Wanneer de moordenaar, die praat met een groteske Donald Duck-achtige stem, de politie regelmatig opbelt en ze regelmatig provoceert, roept rechercheur Williams (Hedley) de hulp in van psycholoog Paul Davis om zo een goede profielschets op te stellen en de dader op te sporen.
Wat volgt is een kat-en-muisspel tussen Williams en de moordenaar.

## Rolverdeling
| Acteur                | Personage                               |
| --------------------- | --------------------------------------- |
| Jack Hedley           | Rechercheur Fred Williams               |
| Almanta Suska         | Fay Majors (als Almanta Keller)         |
| Paolo Malco           | Dr. Paul Davis                          |
| Andrea Occhipinti     | Peter Bunch (als Andrew Painter)        |
| Howard Ross           | Mikis Scellenda                         |
| Alexandra Delli Colli | Jane Forrester-Lodge                    |
| Cosimo Cinieri        | Dr. Lodge                               |
| Daniela Doria         | Kitty                                   |
| Cinzia de Ponti       | Rosie                                   |
| Zora Kerova           | Eva, seksshow actrice (als Zora Kerowa) |
| Giordano Falzoni      | Schouwarts Barry Jones                  |
| Josh Cruze            | Chico (als Johs Cruze)                  |
| Antone Pagán          | Morales (als Anthon Kagan)              |
| Chiara Ferrari        | Susy Bunch                              |
| Barbara Cupisti       | Heather                                 |
| Babette New           | Mrs. Weissburger                        |
| Lucio Fulci           | Politiechef                             |
| Violetta Jean         | Zuster in ziekenhuis                    |
| Elisa Cervi           | Hoertje                                 |
| Sal Carollo           | Oude man met hond (onvermeld)           |